# Флаг Бухарской народной советской республики
Флаг Буха́рской Наро́дной Сове́тской Респу́блики — официальный символ (наряду с гербом) Бухарской народной советской республики с 1921 по 1924 год.

## Описание
Кроме официального флага, который был описан в Конституции БНСР, в разные годы использовались разные вариации флага. До официального основания БНСР, использовался флаг красного цвета с белым полумесяцем в центре и надписи БНСР в левом верхнем углу. После утверждения БНСР и флага, в одной из вариаций флага вместо надписи на кириллице использовалась надпись на арабском алфавите.
23 сентября 1921 года второй Всебухарский Курултай принял и утвердил Конституцию Бухарской Народной Советской Республики, в статье 79 которой был описан флаг БНСР:
Государственный флаг Б.Н.С.Р. состоит из двух параллелей сшитых полотнищ: верхнего – зеленого цвета и нижнего – красного, с изображением посреди их золотого серпа полумесяца, внутри которого находится золотая пятиконечная звезда. На верхнем зеленом полотнище в левом его углу у древка помещены буквы Б.Н.С.Р.
Общая композиция флага, включая частичный красный цвет, полумесяц и звезда, частично повторяла флаг Турции, композиции которого активно использовали в своих новых флагах пантюркисты в разных странах.

## История
2 сентября 1920 года РККА и младобухарцы заняли Бухару, а 8 октября была провозглашена Бухарская Народная Советская Республика. Эмир и его правительство бежали в восточную часть Бухарского Эмирата, а затем в Эмират Афганистан. После установления советской власти на территории Бухарского Эмирата, флаг Эмира был упразднён, а вместо него был разработан флаг БНСР. 
19 сентября 1924 года пятый Всебухарский Курултай Советов принял решение о преобразовании БНСР в Бухарскую Социалистическую Советскую Республику и проведении национально-государственного размежевания. В том году в СССР было произведено национально-территориальное размежевание территории Бухарского Эмирата между Узбекской ССР, Туркменской ССР и Таджикской АССР. По результатам данного национально-территориального размежевания была упразднена БНСР и её флаг, а вместо него разработаны флаги новых союзных республик.

## Варианты и преемники

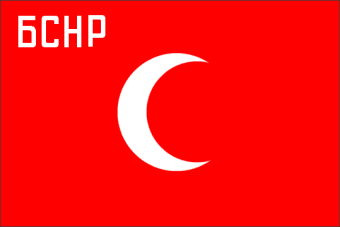
Условный флаг БНСР до её официального основания (1919-1920).
Вариант флага с 20 сентября 1920 по 23 сентября 1921 года.
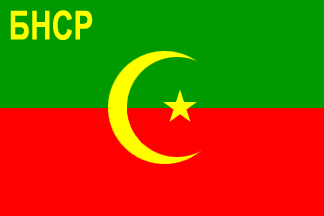
Вариант флага с 23 сентября 1921 по 11 октября 1923.
Поздняя версия флага Бухарской Народной Советской Республики
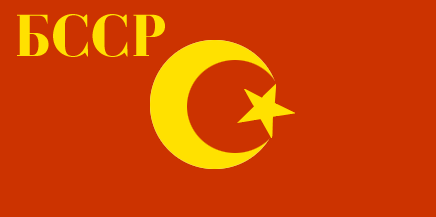
Флаг Бухарской Социалистической Советской Республики